# Ipnopedia
L'ipnopedia (indicata anche con i termini di lingua inglese hypnopædia, sleep-learning o sleep-teaching o in alcuni contesti come sonno tattico) è una tecnica che consiste nel fornire stimoli uditivi ad un soggetto dormiente mediante ripetizione di suoni o semplici frasi durante il sonno. La persona sottoposta a ipnopedia dovrebbe memorizzare inconsciamente ciò che ha udito.
Inizialmente si credeva che potesse diventare un metodo utile per far ricordare nozioni o concetti, ma dopo gli studi di elettroencefalografia di Charles W. Simon e William H. Emmons del 1956 questa tecnica venne completamente screditata. Le loro ricerche conclusero che l'insegnamento nel sonno era "impraticabile e probabilmente impossibile". I due studiosi hanno riportato che lo stimolo presentato durante il sonno non viene ricordato durante il periodo di veglia se non è presente il ritmo alfa nello stesso momento in cui lo stimolo viene dato. Dato che la presenza del ritmo alfa indica che l'individuo si sta per svegliare, i ricercatori conclusero che l'uomo può imparare solo nello stato di veglia.

## L'ipnopedia nelMondo Nuovodi Huxley
In Il mondo nuovo, romanzo distopico di Aldous Huxley del 1932, ambientato in una società consumistica e divisa in rigide caste, l'ipnopedia viene usata come strumento di condizionamento dei cittadini. Nel libro viene infatti affermato che essa non permette l'acquisizione di dati, formule o quant'altro durante la notte, ma permette solamente la memorizzazione di frasi. L'apprendimento è quindi puramente mnemonico: dato l'inizio della frase fatta ascoltare nel sonno, il soggetto è in grado di ripetere esattamente quanto ascoltato (e inconsciamente di applicarlo), senza però far suo il contenuto in modo consapevole.
Nel libro questa tecnica viene quindi utilizzata per indottrinare i cittadini, facendo loro ascoltare per miliardi di volte gli stessi slogan in modo che rimangano indelebilmente marchiati a fuoco nelle loro menti. Creati artificialmente e istruiti inconsciamente ai valori predefiniti della società, gli abitanti di questo mondo perfetto perdono ogni identità personale e diventano componenti indifferenziati di un organismo sociale superiore, che si auto-garantisce stabilità, sopravvivenza e una sorta di felicità ebete.
Huxley nel romanzo immagina che l'ipnopedia sia stata scoperta accidentalmente: un ragazzo polacco di nome Reuben Rabinovitch, i cui genitori avevano lasciato per distrazione accesa la radio nella camera da letto del figlio, riuscì a recitare un intero programma radiofonico in inglese emesso dalla stessa radio dopo averlo ascoltato nel sonno. Il ragazzo era incapace di comprendere il significato di ciò che aveva udito con l'ipnopedia, ma i vertici della società avrebbero presto intuito il ruolo che questa tecnica poteva ricoprire nell'imposizione di condizionamenti morali.